# Petit Ried

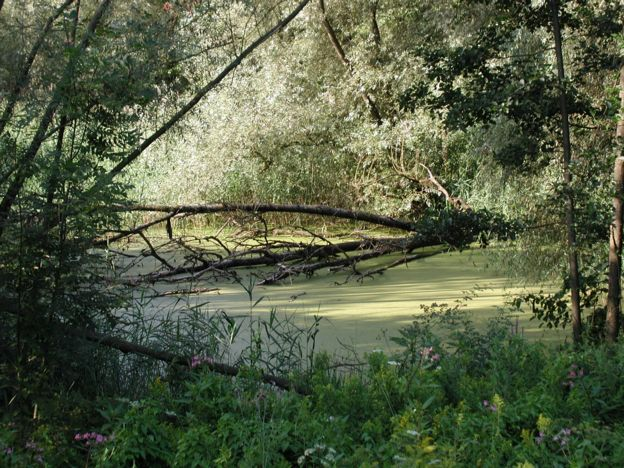
Aussicht auf das Ried von la Wantzenau im Monat August.

Das Petit Ried (petit bedeutet klein) weist eine typische Landschaft des elsässischen Rieds auf. Es erstreckt sich von Nord-Straßburg (Viertel La Robertsau dt. Ruprechtsau) bis nach Lauterbourg. Es bildet einen schmalen Streifen längs des Rheins. Im Norden grenzt es am Outre-Forêt.
Das Petit Ried ist erreichbar mit der französischen Autobahn A35 zwischen Hœrdt und Lauterbourg und der Bahnstrecke Strasbourg–Lauterbourg.
Drei Flüsse münden in den Rhein:
- die Ill
- die Moder
- die in Deutschland entspringende Sauer

Im Osten hebt sich der Schwarzwald, und insbesondere die Hornisgrinde, gegen den Horizont ab.
Das Petit Ried ist dicht bevölkert. Dort wohnen viele Grenzgänger.

## Baggerseen
Zahlreiche Baggerseen sind in Betrieb und prägen dadurch die Landschaft des Petit Ried. Es gibt Baggerseen unter anderem in la Wantzenau, Hœrdt und Offendorf. Nach deren Außerbetriebsetzung werden die Baggerseen zu Freizeitzwecken wie Baden und Tauchen benutzt (z. B. in Reichstett)

## Nationale Naturschutzgebiete
Das Petit Ried enthält zwei nationale Naturschutzgebiete und zwar in
- Offendorf
- Munchhausen

Dabei spielt der Hagenauer Forst (Forêt de Haguenau) eine äußerst wichtige Rolle, da er als Übergangszone zwischen den Nordvogesen und dem Petit Ried dient.

## Erneuerbare Energien
Der Stärkehersteller Roquette Frères in Beinheim wird mit Erdwärme aus dem Geothermieheizkraftwerk Rittershoffen versorgt.
Die Eurométropole de Strasbourg erwägt, im Rahmen der tiefen Geothermie die Erdwärme auch in La Robertsau zu erschließen

Die Staustufen Gambsheim und Iffezheim erzeugen elektrischen Strom. In Gambsheim wird der Strom in das französische Netz und in Iffezheim in das deutsche Netz eingespeist.
Der Strom wird zwischen beiden Ländern geteilt (aufwärts in den anderen Staustufen wird die Rheinkraft nur von Frankreich erschlossen).

Das von der Kläranlage Strasbourg-la Wantzenau erzeugte Biogas wird in das Gasnetz eingespeist.